# Neolissochilus benasi
Neolissochilus benasi är en fiskart som först beskrevs av Pellegrin och Chevey, 1936.  Neolissochilus benasi ingår i släktet Neolissochilus och familjen karpfiskar. IUCN kategoriserar arten globalt som otillräckligt studerad. Inga underarter finns listade i Catalogue of Life.